# Фестивал „Старосрпска песма Косова и Метохије“
Фестивал „Старосрпска песма Косова и Метохије“ основан је 1997. године и за циљ има очување старих изворних песама које су настале и певале се на простору Косова и Метохије. Културно-просветна заједница је оснивач једне од најзначајнијих културних манифестација која носи назив и реализује се под слоганом „Старосрпска песма  Косова и Метохије“. Мисија, сврха и смисао овога фестивала јесте неговање традиционалне, изворне и аутентичне песме са простора Косова и Метохије. Фестивал обухвата појце, ентузијасте и заљубљенике у традиционалну песму Косова и Метохије, он је и дан данас значајан. Фестивал је успео да из заборава извуче неке од најлепших старосрпких песама са Космета које познати естрадни музичари радо певају данас, што је и један од циљева самог фестивала.    
Песник Ратко Поповић који је уједно и секретар Културно-просветне заједнице Косова и Метохије дуги низ година, 2018. године је издао књигу „Старосрпска песма Косова и Метохије“ са нотним записима где су предочене многе песме које су биле испеване на фестивалу.

## Историјат
Први пут је ова манифестација одржана 1997. године у Покрајинском народном позоришту у Приштини. РТВ Приштина је преносила уживо догађај са првог фестивала. ПГП РТС је снимио хиљаду касета са старосрпским песмама са првог фестивала, део тог богатог културног духовног наслеђа био је присутан на радио таласима многих радио станица широм Србије. Судбину српског народа на Космету пратио је и фестивал, уследиле су тешке године како за српски народ тако и за њихов културни живот. Срби су протерани из Приштине па је фестивал доживео неизвесну судбину.
Фестивал је тек 2005. године одржан други пут и то у Зубином Потоку на северу Косова и Метохије. Трећи пут је такође организован у Зубином Потоку. С обзиром на то да је музика која краси фестивал својственија Србима јужније од Ибра организатор одлучује да се у наредним годинама фестивал одржава у Грачаници где се и данас организује.
Победник првог одржаног фестивала је био Живорад Жика Арсић из Грачанице са песмом Болна љуба, болна лежи. Нажалост недуго након овога Жика је прерано преминуо али је песма у његовом извођењу остала снимљена у аранжману ПГП РТС. Поред Жике на првом фестивалу су учествовали и Вања Насковић са песмом Не плачи, Стано мори , мушки трио "Бонум" са песмом Прво вече, друго вече, Славица Арсић са песмом Што гу нема Цвета, Љиљана Алексић са песмом Лешо Пиле, Срђан Китановић са песмом Море саздаде се црни облак, Ивана Угреновић са песмом Море изгрејала, нане и још неколико извођача.
Овај фестивал је традиционалан али се не одржава сваке године, сходно могућностима до којих долази Културно-просветна заједница Косова и Метохије.

## Рефернце
1. ↑  „Чување српске културе и традиције – Јединство” (на језику: српски). Приступљено 2021-02-06.
2. ↑  „Вечерас фестивал „Старосрпске песме са Косова и Метохије“ – Радио Грачаница” (на језику: српски). Архивирано из оригинала 22. 06. 2023. г. Приступљено 2021-02-06.
3. ↑  „TV Most”. www.tvmost.info. Приступљено 2021-02-06.